# 灌涨镇
灌涨镇，是中华人民共和国河南省南阳市内乡县下辖的一个乡镇级行政单位。

## 行政区划
灌涨镇下辖以下地区：
陈营村、前湾村、杨营村、郭营村、屈营村、胡刘村、李营村、杨集村、刘营村、魏庄村、灌涨村、街北村、前马村、后马村、岗头村、水田村、周岗村、杨寨村、杨洼村、宋营村、杨岗村、前楼村、寺洼村、刘岗村和山底村。